# Уганда на Олімпійських іграх
Уганда бере участь в Олімпійських іграх, починаючи з 1956. Відтоді країна посилала свою спортивну делегацію на всі літні Ігри, крім Монреальської олімпіади 1976, яку африканські країни бойкотували, протестуючи проти участі Нової Зеландії, що продовжувала підтримувати спортивні контакти з Південною Африкою. У зимових Олімпійських іграх Уганда ще не брала участі. 
Національний олімпійський комітет Уганди засновано 1950 й визнано 1956 року.

## Медалісти
| Медаль | Спортсмени       | Ігри         | Вид спорту     | Дисципліна             |
| ------ | ---------------- | ------------ | -------------- | ---------------------- |
| Срібло | Ерідаді Мукванга | Мехіко 1968  | Бокс           | вага півня             |
| Бронза | Лео Рвабвого     | Мехіко 1968  | Бокс           | вага мухи              |
| Золото | Джон Акії-Буа    | Мюнхен 1972  | Легка атлетика | 400 м з бар'єрами      |
| Срібло | Лео Рвабвого     | Мюнхен 1972  | Бокс           | вага мухи              |
| Срібло | Джон Мугабі      | Москва 1980  | Бокс           | середня вага           |
| Бронза | Девіс Камога     | Атланта 1996 | Легка атлетика | біг на 400 м, чоловіки |
| Золото | Стівен Кіпротіч  | Лондон 2012  | Легка атлетика | марафон, чоловіки      |